# Campeonato Juvenil Africano de 1981
El Campeonato Juvenil Africano de 1981 se jugó del 8 de junio de 1980 al 24 de abril de 1981 y contó con la participación de 18 selecciones juveniles de África.
Egipto venció en la final a Camerún para gana el título por primera vez.

## Participantes
| - Argelia - República Centroafricana - Camerún - Egipto - Guinea Ecuatorial - Malaui | - Etiopía - Gabón - Guinea - Mauritania - Marruecos - Benín | - Nigeria - Togo - Túnez - Zimbabue - Uganda - Kenia |

## Ronda preliminar
| Equipo 1          | Agr.  | Equipo 2 | Ida   | Vuelta |
| ----------------- | ----- | -------- | ----- | ------ |
| Guinea Ecuatorial | 4 - 3 | Gabón    | 2 - 0 | 2 - 3  |
| Togo              | w.o.  | Benín    | -     | -      |
| Zimbabue          | w.o.  | Malaui   | -     | -      |

## Primera ronda
| Equipo 1                 | Agr.  | Equipo 2          | Ida   | Vuelta |
| ------------------------ | ----- | ----------------- | ----- | ------ |
| Guinea                   | 2 - 2 | Guinea Ecuatorial | 2 - 1 | 0 - 1  |
| Camerún                  | 4 - 2 | Togo              | 3 - 0 | 1 - 2  |
| Túnez                    | 1 - 1 | Marruecos         | 0 - 1 | 1 - 0  |
| Zimbabue                 | 2 - 1 | Etiopía           | 0 - 0 | 2 - 1  |
| Mauritania               | 1 - 6 | Argelia           | 1 - 3 | 0 - 3  |
| Nigeria                  | w.o.  | Costa de Marfil   | -     | -      |
| Egipto                   | w.o.  | Uganda            | -     | -      |
| República Centroafricana | w.o.  | Kenia             | -     | -      |

## Segunda ronda
| Equipo 1                 | Agr.  | Equipo 2          | Ida   | Vuelta |
| ------------------------ | ----- | ----------------- | ----- | ------ |
| Camerún                  | 3 - 1 | Guinea Ecuatorial | 3 - 0 | 0 - 1  |
| Nigeria                  | 5 - 4 | Túnez             | 4 - 0 | 1 - 4  |
| Zimbabue                 | 1 - 3 | Egipto            | 1 - 1 | 0 - 2  |
| República Centroafricana | w.o.  | Argelia           | 4 - 1 | -      |

## Semifinales
| Equipo 1 | Agr.  | Equipo 2 | Ida   | Vuelta |
| -------- | ----- | -------- | ----- | ------ |
| Nigeria  | 2 - 4 | Camerún  | 2 - 3 | 0 - 1  |
| Argelia  | w.o.  | Egipto   | -     | -      |

## Final
| Equipo 1 | Agr.  | Equipo 2 | Ida   | Vuelta |
| -------- | ----- | -------- | ----- | ------ |
| Camerún  | 1 - 3 | Egipto   | 1 - 1 | 0 - 2  |

## Campeón
| Campeonato Juvenil Africano 1981 |
| -------------------------------- |
| Bandera de Egipto                |
| Egipto 1º Título                 |

## Clasificados al Mundial Sub-20
| - Egipto | - Camerún |